# 揮発性脂肪酸
揮発性脂肪酸（きはつせいしぼうさん、英: volatile fatty acid）とは6以下の炭素鎖よりなる脂肪酸。
揮発性脂肪酸は消化管における発酵によって産生される。
揮発性脂肪酸には、ギ酸、酢酸、プロピオン酸、酪酸が含まれる。